# Quatuor Allegri
Le Quatuor Allegri, du nom du compositeur Gregorio Allegri (1582-1652) à qui l'on attribue la première œuvre pour quatuor à cordes, est un quatuor à cordes britannique (deux violons, alto et violoncelle) fondé en 1953 et est le plus ancien des ensembles de chambre britanniques en exercice. Il noue dès ses débuts des contacts avec les plus grands compositeurs anglais - parmi lesquels Benjamin Britten, Michael Tippett ou Alec Roth - et donne des cours et des concerts sous l'égide du Radcliffe Trust.

## Membres

### Premier violon
- Eli Goren (1953-1968)
- Hugh Maguire (1968-1977)
- Peter Carter (1977-?)
- Daniel Rowland (?)
- Ofer Falk (?)
- Martin Jackson (?)

### Deuxième violon
- James Barton (1953-1963)
- Peter Thomas (1963-1968)
- David Roth (1968-?)
- Fiona McNaught (?)
- Rafael Todes (?)

### Alto
- Patrick Ireland (1953-1977)
- Prunelle Pacey (1977-?)
- Keith Lovell, Patrick Ireland (1988-)
- Dorothea Vogel ( ?)

### Violoncelle
- William Pleeth (1953-1968)
- Bruno Schrecker (1968-?)
- Pal Banda (?)
- Katherine Jenkinson (?)
- Vanessa Lucas-Smith ( ?)